# 6650 Morimoto
6650 Morimoto هو كويكب، يقع ضمن حزام الكويكبات. اكتشف في 7 سبتمبر 1991.

## روابط خارجية
- 6650 Morimoto في قاعدة بيانات مختبر الدفع النفاث لأجرام النظام الشمسي الصغيرة

- الاكتشاف · مخطط المدار ·  العناصر المدارية · المعلمات المادية

- 6650 Morimoto على موقع ويكي سكاي: DSS2, SDSS, GALEX, IRAS, Hydrogen α, X-Ray, Astrophoto, Sky Map, Articles and images